# Emiliano Gucci
Emiliano Gucci (Firenze, 6 settembre 1975) è uno scrittore italiano.
Esordisce con il romanzo Donne e topi (2004) edito da Fazi, con cui pubblica anche Sto da cani nel (2006). Per Ugo Guanda Editore esce Un'inquilina particolare (2008) a cui fa seguito, per Elliot Edizioni, L'umanità (2010). Per Giangiacomo Feltrinelli Editore sono usciti i suoi ultimi tre romanzi, Nel vento (2013), Voi due senza di me (2017; vincitore del Premio dei Lettori), Le anime gemelle (2021) mentre per Giunti Editore ha pubblicato Con tutto il bene che posso (2020), dedicato a un pubblico di giovani lettori.
Ha pubblicato articoli e racconti su quotidiani, riviste e antologie, tra le quali Città in nero (Guanda, 2006), Delitti in provincia (Guanda, 2007) e Family Day (Sperling & Kupfer, 2008). Per Aliberti editore ha pubblicato il romanzo breve Gang Bang (in Firenze nera, 2006, con Marco Vichi). Per Mauro Pagliai Editore ha pubblicato Firenze carogna, (2009) raccolta di brani in prevalenza usciti sul dorso toscano de La Repubblica, mentre con Editori Laterza (collana Contromano) ha pubblicato Sui pedali tra i filari. Da Prato al Chianti e ritorno (2015).
Collabora con alcune testate di enogastronomia, scrivendo soprattutto di vino.

## Opere
- Donne e topi, Fazi 2004
- Sto da cani, Fazi 2006
- Un'inquilina particolare, Guanda 2008
- L'umanità, Elliot 2010
- Nel vento, Feltrinelli 2013
- Sui pedali tra i filari. Da Prato al Chianti e ritorno, Laterza 2015
- Voi due senza di me, Feltrinelli 2017
- Con tutto il bene che posso, Giunti, 2020
- Le anime gemelle, Feltrinelli, 2021